# 서문중 초상 및 함
서문중 초상 및 함(徐文重 肖像 및 函)은 대한민국 경기도 포천시에 있는 조선시대의 초상화이다. 2016년 5월 3일 대한민국의 보물 제1898호로 지정되었다.

## 개요
서문중(1634∼1709)은 조선 후기의 문신으로 1680년 정시문과에 장원으로 급제하여 당상관에 올랐으며, 후 판서를 비롯한 여러 요직을 거쳤다. 1698년에는 우의정에, 1699년에는 좌의정을 거쳐 영의정이 되었다. 정치적으로 소론(小論)에 속했으며, 군사제도와 기근구제 등에 많은 업적을 남기는 등 족적이 선명하다.
서문중 초상은 조선시대 시복본 전신좌상 가운데 높은 예술성을 보여주는 뛰어난 작품으로 평가된다. 오사모에 담홍색 시복을 착용하고 삽은대를 두른 전신교의좌상(全身交椅坐像)으로 교의에는 표범가죽이 덮여 있고 족좌 대에는 민돗자리가 깔려 있다. 얼굴과 신체의 비례가 적절하고 인물의 개성과 특징이 잘 드러나고 있다. 좌안 7분면의 얼굴은 코와 눈두덩 주위의 움푹 들어간 부분, 입 주위 등의 주름을 뚜렷이 지시한 후 음영을 넣어 묘사하였다. 특히 풍성한 수염의 치밀하고도 섬세한 묘사가 돋보인다. 오사모의 각(角)은 왼쪽을 조금 길게 하여 인물의 얼굴과 시선의 방향이 오른쪽을 향하고 있음을 나타냈다. 단령은 깊게 파이지 않았고 옷 주름은 비수(肥瘦)의 변화가 거의 없는 분홍색의 가는 선으로 다소 경직됨을 감추기 힘들며 옷소매도 대칭적 느낌을 준다. 알맞은 신체 비례와 비교적 사실적인 옷 주름선, 상과 교의, 족좌대의 합리적 연관성 등은 18세기 초 이후의 양식이다.
족좌대의 모습은 정면의 모습과 측면의 모습이 혼재되었으며, 돗자리 윗부분은 역원근법으로 뒤로 갈수록 넓어지는 형태이다. 전반적으로 표피(豹皮)를 제외하면 흑색, 담홍색, 하늘색, 흰색만을 사용하였고 옷 주름이나 기타 세부 표현을 제한하여 절제미를 보여준다. 이에 비해 표피와 삽금대는 세밀하고 정교하게 표현하여 정조(精粗)를 함께 해 장식적인 효과에 성공적이다.
함은 조선시대 후기의 것으로서 초상화와 함께 역사성을 일정 부분 공유하고 있기에 함께 국가지정문화재로 지정가치가 크다.

## 같이 보기
- 서문중

## 참고 자료
- 서문중 초상 및 함 - 국가유산청 국가유산포털